# Issa Hayatou
Issa Hayatou (født 9. august 1946, død 8. august 2024) var en camerounesisk fodboldpolitiker. Han var FIFAs 8.præsident og tog over, da hans forgænger Sepp Blatter ikke måtte fortsætte. Han blev afløst af Gianni Infantino. Han var også præsident for CAF fra 1988 til 2017.